# Gare de Vertaizon
La gare de Vertaizon est une gare ferroviaire française des lignes de Clermont-Ferrand à Saint-Just-sur-Loire et de Vertaizon à Billom (privée), située au lieu-dit Chignat sur le territoire de la commune de Vertaizon dans le département du Puy-de-Dôme, en région Auvergne-Rhône-Alpes.
C'est une gare de la Société nationale des chemins de fer français (SNCF) desservie par des trains TER Auvergne-Rhône-Alpes.

## Situation ferroviaire
Établie à 330 m d'altitude, la gare de bifurcation de Vertaizon est située au point kilométrique (PK) 15,061 de la ligne de Clermont-Ferrand à Saint-Just-sur-Loire, entre les gares ouvertes de Pont-du-Château (s'intercale la gare de Pont-du-Château (FRET)) et de Lezoux (s'intercale la gare fermée de Seychalles - Moissat) et elle est l'origine de la ligne de Vertaizon à Billom (privée). 

## Histoire
La gare de Vertaizon est mise en service le 10 mai 1869, lors de l'ouverture du tronçon de Clermont-Ferrand à Pont-de-Dore de la ligne de Clermont-Ferrand à Montbrisson.
En juin 2012, à la suite de la mise en service de la halte d'Aulnat-Aéroport, la signalisation a été adaptée et un poste de commande informatisé pour mieux gérer les liaisons et les trafics a été mis en place. Pour préparer l'arrivée des trains Régiolis, les quais de la gare ont été aménagés pour les personnes à mobilité réduite.

## Service des voyageurs

### Accueil
Gare SNCF, elle dispose d'un bâtiment voyageurs avec un guichet ouvert du lundi au samedi et fermé les dimanches. Elle dispose du service « Accès TER » pour les personnes à mobilité réduite.

### Desserte
Vernaizon est desservie par des trains TER Auvergne-Rhône-Alpes qui effectuent des relations entre les gares de Clermont-Ferrand et de Thiers ; certains trains sont terminus dans cette gare.
Au service annuel 2012, 34 trains transitaient par la gare de Vertaizon en semaine, dont six étaient terminus. En 2013, ce nombre a diminué (24 trains) en raison des travaux de réaménagement de la gare de Clermont-Ferrand. Les trains terminant à Vertaizon ont été supprimés mais le terminus partiel a été rétabli depuis le service annuel 2020 (qui a débuté le 15 décembre 2019).
Au service d'été 2016 (horaires du 11 juillet au 28 août 2016), aucune circulation ferroviaire ne dépasse la gare de Thiers. Néanmoins des autocars (un ou deux en semaine selon le sens) relient Clermont-Ferrand et Saint-Étienne en s'arrêtant à Vertaizon.

### Intermodalité
Un parking pour les véhicules et un abri pour vélos y sont aménagés,.